# Comité scientifique des Nations unies pour l'étude des effets des rayonnements ionisants
Le Comité scientifique des Nations unies pour l'étude des effets des rayonnements ionisants (United Nations Scientific Committee on the Effects of Atomic Radiation, UNSCEAR) est un organisme international né en 1955 à la suite de la résolution 913 (X) de l'Assemblée générale des Nations unies,. Son organisation, son mandat et son fonctionnement est similaire à celle du Groupe d'experts intergouvernemental sur l'évolution du climat (GIEC) dont ils partagent le Programme des Nations unies pour l'environnement (PNUE) en tant qu'organisme de tutelle.
Le comité est formé de scientifiques désignés par 27 pays qui se réunissent annuellement et fournissent un rapport présenté en assemblée générale. En France, l'IRSN présente des synthèses de ces travaux.
Son objectif n'est pas de définir des normes en matière d'émission de particules radioactives ou d'expérimentation dans le domaine du nucléaire, mais de « définir précisément l'exposition actuelle des populations du monde aux rayonnements ionisants » (to define precisely the present exposure of the population of the world to ionizing radiation), et selon le CEA « d’établir et actualiser les connaissances sur les niveaux d’exposition et effets des rayonnements ionisants ».
Les rapports de 1958 et de 1962 ont servi de base à partir de laquelle a été négocié le Traité sur l'interdiction partielle des essais nucléaires de 1963.
Les rapports de cet organisme sont considérés comme des références par la Commission internationale de protection radiologique pour ses recommandations qui servent de base de travail en matière de radioprotection. En 2007, 15 rapports ont été publiés.
Bien que de structure similaire au GIEC[réf. souhaitée], organe dépendant également de l'ONU, l'UNSCEAR est bien moins médiatisé et connu du grand public.

## Structure

### Administration
Le comité, initialement basé à New York, s'est établi à Vienne en 1974.
Secrétaires du Comité :
- 1956-1961 : Dr Ray K. Appleyard (Royaume-Uni)
- 1961–1974 : Dr Francesco Sella (Italie)
- 1974–1979 : Dr an Jacobo Beninson (Argentine)
- 1980–1988 : Dr Giovanni Silini (Italie)
- 1991–2000 : Dr Burton Bennett
- 2001–2004 : Dr orman Gentner
- 2005-2018 : Dr Malcolm Crick
- 2018-     : Dr Ferid Shannoun